# Ittre
Ittre (nld. Itter, wa. Ite) – miejscowość i gmina (commune) w środkowej Belgii, w Regionie Walońskim, w prowincji Brabancja Walońska, w okręgu Nivelles. 1 stycznia 2024 r. liczyła 7013 mieszkańców.

## Podział administracyjny
W skład gminy wchodzą cztery dzielnice (section):
- Haut-Ittre (Hoog-Itter)
- Virginal-Samme